# Energia (foguete)

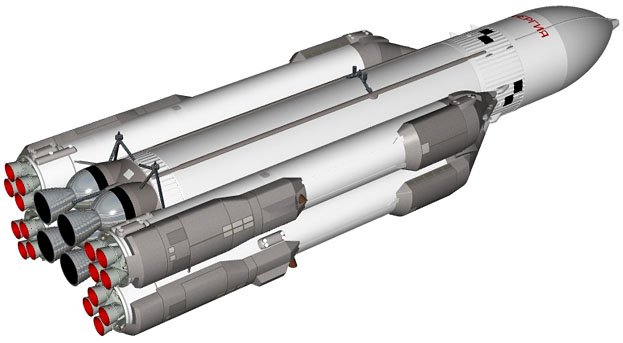
Modelo 3D do Energia (Energiya).

Energiya (em russo Энергия) foi o mais poderoso foguete do mundo e o último sucesso da  União Soviética na corrida espacial.
O foguete soviético Energia tinha maior força de propulsão, alcançando 46 MN de empuxo e podia levar 175 toneladas em órbita terrestre baixa (LEO) na sua configuração "Vulkan".
O foguete estadunidense Saturno V conseguia um empuxo máximo de 33,4 MN e levava 118 toneladas em órbita terrestre baixa.
A principal função do foguete Energia era colocar em órbita o ônibus espacial soviético Buran. Tornou possível o primeiro vôo deste em novembro de 1988, um ano após ser anunciado ao mundo.

## História
O Energia foi desenhado como um lançador de baixo custo. Custava pouco mais que um dos motores principais do ônibus espacial americano. Apesar desta redução, os gastos para seus lançamentos revelaram-se inviáveis para a URSS, já debilitada por uma economia cada vez menos produtiva.

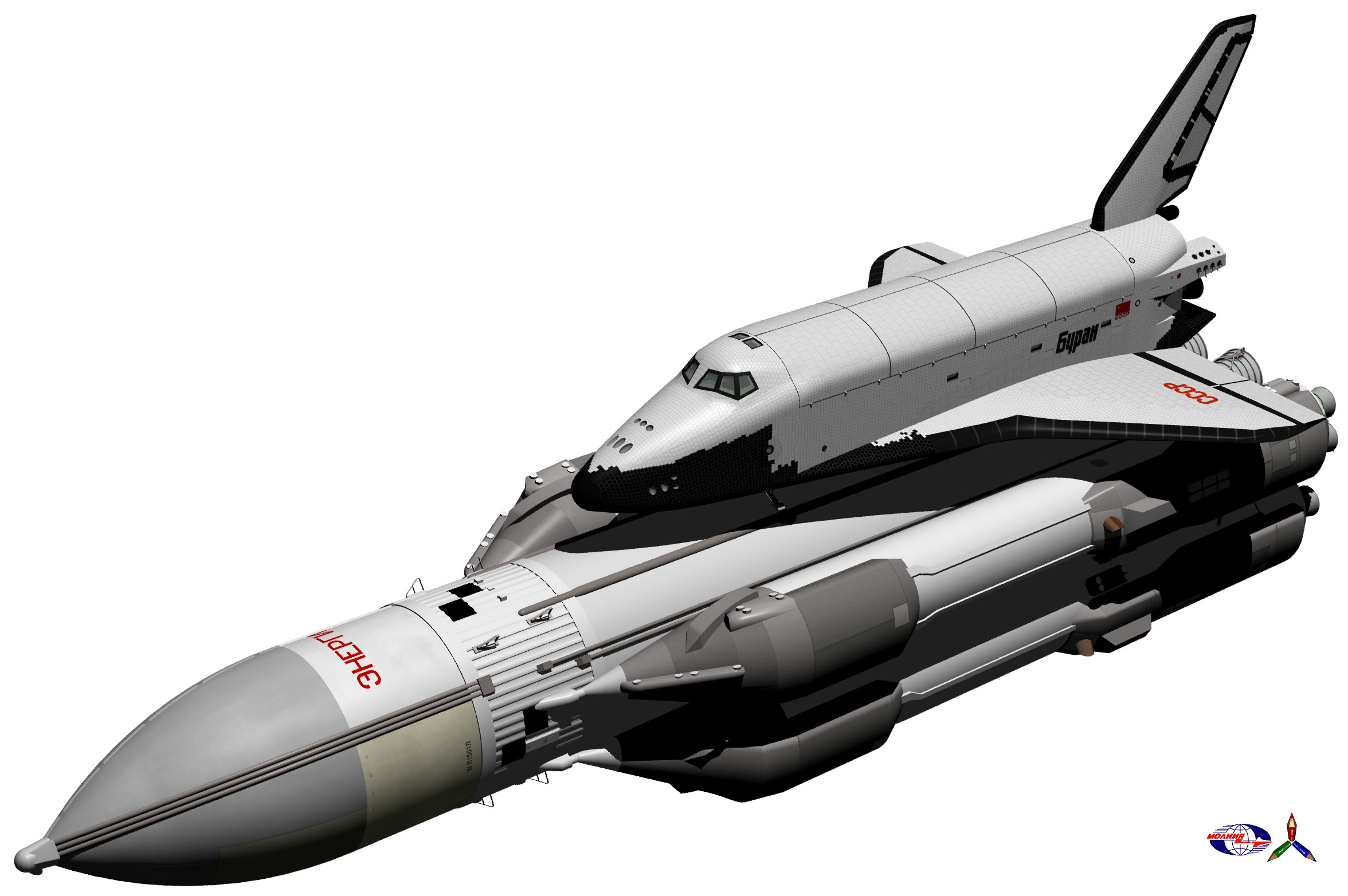
Modelo 3D do Buran acoplado ao Energia.

O projeto Energia/Buran teve início em 1976, depois da decisão de cancelar o fracassado projeto do N1. As instalações e infraestrutura do N1 foram aproveitadas para o Energia, da mesma forma como a NASA reutilizou as estruturas desenhadas para o Saturno V no programa do ônibus espacial americano. Na construção do Energia, empregou-se o conceito "Vulkan" o qual foi baseado no foguete Proton, porém muito maior e com alcance mais elevado, usando os mesmos combustíveis tóxicos hipergólicos. A designação "Vulkan" foi dada posteriormente a uma variação do Energia que possuía oito foguetes reforçadores e estágios múltiplos.
Três variantes importantes foram planejadas após a configuração original, cada uma com capacidade para diversas cargas úteis. O Energia-M foi o menor. O número dos foguetes reforçadores Zenit foi reduzido de quatro para dois e, em vez de quatro motores RD-0120 na base, teria apenas um. Projetado para substituir o Proton, perdeu a concorrência em 1993 para o foguete Angara.
O Energia-2 foi projetado para ser totalmente reutilizável. Neste, o propulsor principal seria capaz de retornar à Terra planando até aterrissar, usando provavelmente a tecnologia desenvolvida para o Buran. A configuração final foi a maior. Com oito foguetes Zenit e um propulsor principal Energia-M no estágio superior, o Vulkan (mesmo nome de outro grande foguete soviético cancelado anos antes) ou a configuração "Hercules" (como também eram conhecidos os foguetes N-1) poderia lançar impressionantes 175 toneladas em órbita!

## Energia II ("Uragan")

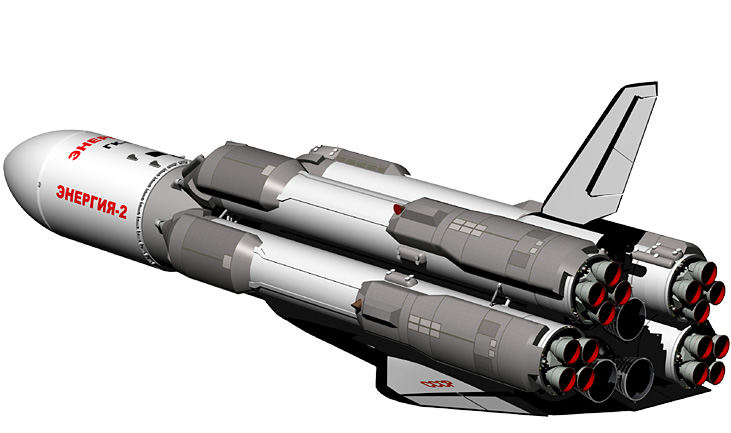
Modelo 3D do foguete Energia 2 (Uragan).

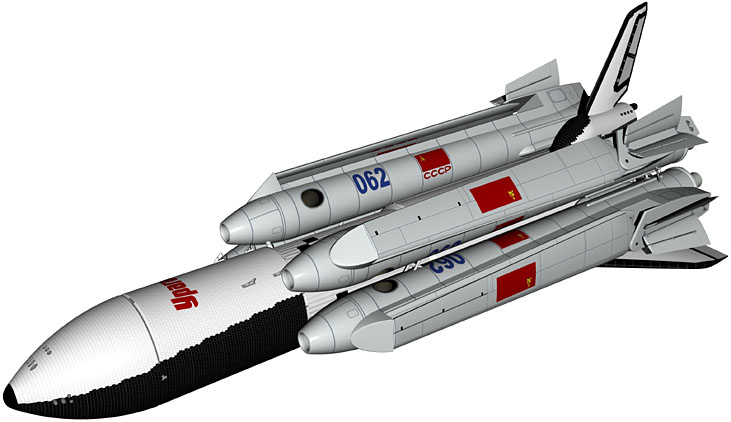
Modelo alternativo do Energia 2 (Uragan)

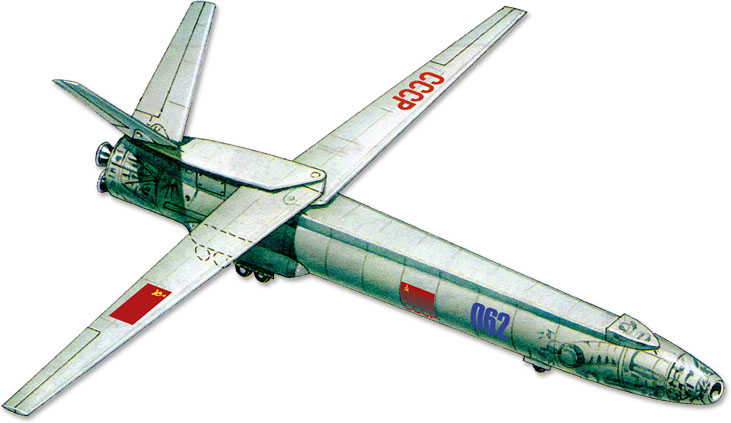
Representação de um dos propulsores do Energiya 2 (Uragan).

O Energia II Chamado "Uragan" (Ураган) foi concebido para ser totalmente reutilizável e capaz de retornar à Terra em uma pista de aterrissagem convencional. Isto representava uma vantagem decisiva sobre seu competidor americano. Diferente de outros projetos, todos os elementos deste propulsor são reutilizáveis, tanto o propulsor principal quanto os auxiliares, que dispõem de elementos aerodinâmicos que lhes permitiriam regressar à base de lançamento planando em vôo automático. Estes propulsores, ao contrário do habitual, empregavam propelente líquido.

## Energia M

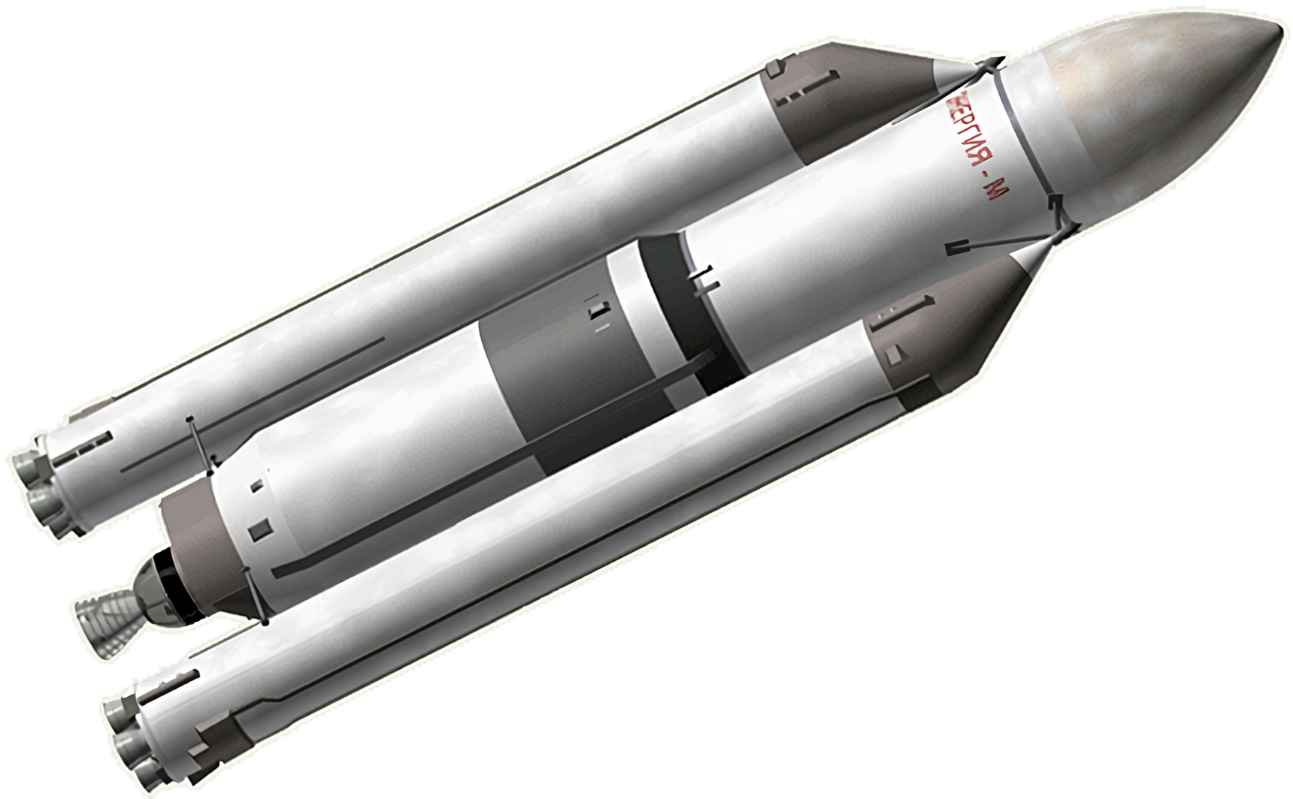
Modelo 3D do foguete Energia-M.

Versão desenhada nos anos 1980 para pôr em órbita cargas de 20 a 30 toneladas mas que nunca chegou a voar. Usaria dois foguetes reforçadores no lugar de quatro e o foguete principal teria um menor diâmetro. Empregando um único motor RD-0120. Nos anos 1990, se propôs usar os excedentes do projeto Energia para comercializar o Energia-M, mas não houve compradores dispostos a utilizar um projeto não testado. Mais tarde foi proposta como alternativa o foguete Angara, o que foi descartado pois pretendia-se que este fosse um projeto totalmente russo (os foguetes reforçadores Zenit usados no Energia M eram de fabricação ucraniana).
Finalmente os vôos do Energia foram suspensos e os satélites de grande porte e as peças da estação espacial passaram a ser colocadas em órbita pelos foguetes Proton ou por foguetes americanos.
A produçâo dos foguetes Energia foi encerrada com o colapso da União Soviética e com o término do projeto Buran. Desde então há rumores constantes sobre uma possível volta de sua produção, mas dada a realidade política atual, isso não é muito provável. Por enquanto, o Energia não está em produção. Todavia, os foguetes Zenit e Proton estão em plena produção e funcionamento.
A RSC (fabricante russa do Energia) propôs que ele fosse reativado e utilizado em tarefas como: recuperação da camada de ozônio, transportar lixo nuclear para além do sistema solar, exploração dos recursos da Lua, remoção do lixo espacial em órbitas baixas, etc.

## Imagens
|  |  |  |

## Dados do foguete Energia
- Primeiro lançamento: 15 de maio de 1987. (estação Polyus);
- Altura: 58.76 metros;
- Diâmetro: 7.75 metros;
- Capaz de pôr em órbita baixa uma carga de até 100 toneladas;
- Foi o primeiro foguete soviético a usar propulsores movidos a oxigênio-hidrogênio líquidos em vez de querosene;
- Seu último lançamento foi em 15 de novembro de 1988;
- Pode colocar 20 toneladas de carga em órbita geoestacionária ou 32t. em trajetória de missão à Lua.